# LCAT-Mangel
Der LCAT-Mangel, Akronym für Lecithin-Cholesterin-Acyltransferase,  ist eine sehr seltene angeborene Stoffwechselstörung der Lipoproteine mit den Hauptmerkmalen einer Hornhauttrübung und  stark reduzierter Konzentration des HDL-Cholesterols, eventuell zusätzlicher Niereninsuffizienz und hämolytischer Anämie.
Synonym: Norum-Syndrom
Die Namensbezeichnung bezieht sich auf den Erstautor der Erstbeschreibung aus dem Jahre 1967 durch den norwegischen Arzt Kaare R. Norum.

## Verbreitung
Die Häufigkeit wird mit unter 1 zu 1.000.000 angegeben, bislang wurde über etwa 125 Betroffene berichtet. Die Vererbung erfolgt autosomal-rezessiv.

## Klassifikation
Klinisch können zwei Formen unterschieden werden:
- die Familiäre Form, Synonym: Kompletter LCAT-Mangel, mit  Hornhauttrübungen, Anämie und Niereninsuffizienz[3][4]
- das Fischaugen-Syndrom, Synonym: Partieller LCAT-Mangel, mit Hornhauttrübungen und manchmal Arteriosklerose.[5][6]

## Ursache
Beiden Formen liegen Mutationen im LCAT-Gen im Chromosom 16 an Genort q22.1 zugrunde, welches für das LCAT-Enzym kodiert, das bei der Umwandlung von Cholesterol-Estern in Lipoproteine mitwirkt.

## Klinische Erscheinungen
Klinische Kriterien sind:
- Hornhauttrübungen (Hornhautdystrophie) mit kleinen grauen Punkten auf der Kornea, bereits in früher Kindheit beginnend
- Niereninsuffizienz, auch renale Hypertonie
- eventuell vermehrte Arteriosklerose
- im Endstadium Xanthelasmen
- selten Hepatomegalie, Splenomegalie, Lymphadenopathie

Beim Fischaugen-Syndrom sind die Hornhauttrübungen deutlich ausgeprägter und führen frühzeitig zur Beeinträchtigung der Sehschärfe.

## Differentialdiagnose
Abzugrenzen sind:
- Apolipoprotein-Mangel (diverse Formen)
- Familiäre Fettstoffwechselstörung
- Familiäre Hypoalphalipoproteinämie
- Tangier-Krankheit
- Familiäre Hypercholesterinämie
- Hypertriglyceridämie

sowie die Schnyder-Hornhautdystrophie.

## Therapie
Die Behandlung kann derzeit nur symptomatisch erfolgen.

## Geschichte
Die Erstbeschreibung des Fischaugen-Syndromes erfolgte im Jahre 1979 durch den schwedischen Arzt Lars A. Carlson.